# Спольторе
Спольторе (італ. Spoltore) — муніципалітет в Італії, у регіоні Абруццо, провінція Пескара.
Спольторе розташоване на відстані близько 150 км на північний схід від Рима, 65 км на схід від Л'Аквіли, 7 км на захід від Пескари.
Населення — 19 306 осіб (2014).

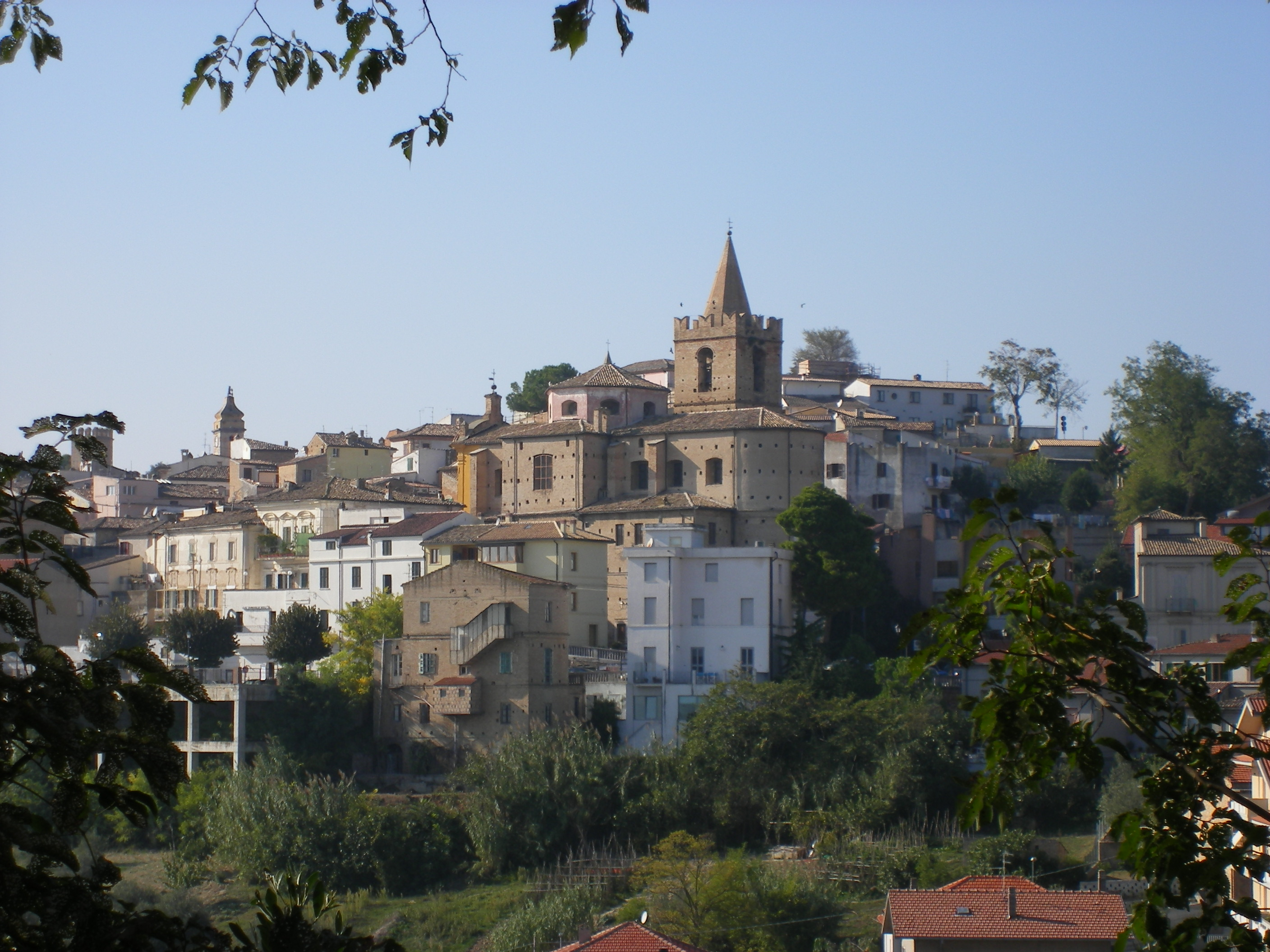

Щорічний фестиваль відбувається 28 квітня. Покровитель — San Panfilo.

## Демографія
Населення за роками:

Станом на 1 січня 2023 року в муніципалітеті офіційно проживало 714 іноземців з 67 країн, серед них 345 громадян країн Євросоюзу та 59 громадян України.

## Сусідні муніципалітети
- Каппелле-суль-Таво
- Чепагатті
- Монтезільвано
- Москуфо
- Пескара
- П'янелла
- Сан-Джованні-Театіно